# Vindvirkeresultant
En vindvirkeresultant er en grafisk fremstilling af nettovirkningen af det transportarbejde, som vind udfører. Den er udviklet af den danske geograf Axel Schou.

## Fremgangsmåde
Vindvirkeresultanten tager udgangspunkt i data indsamlet om vindens retning, styrke og varighed. Vindstyrken er bestemt ved den numeriske værdi på Beaufort-skalaen, der går fra 0 til 12. Eftersom vindstyrker til og med 4 ikke kan udføre noget transportarbejde, ses der bort fra disse. For vindstyrker over 4 ses der på de 8 hovedretninger nord, nordøst, øst, sydøst, syd, sydvest, vest og nordvest. For hver af disse ganges vindens hyppighed målt i % med styrken. Dette resulterer i 8 vektorer af uens længder, der placeres således i et vektordigram over gennemsnitlige vindforhold, at en retnings vektor begynder, hvor den foregående ender. Som regel begyndes med syd og endes med sydøst. Eftersom de otte vektorer ikke er lige lange, vil resultantens slutpunkt være et andet sted end dens begyndelsespunkt. Ved at forbinde begyndelsespunktet med slutpunktet får man nettotransportretningen.

## Betydning
Undersøgelser har vist, at vindvirkeresultanten som regel vil være nøjagtig vinkelret på den kystlinje, som den er beregnet for, svarende til, at bølgerne har tilpasset kystlinjen til nettovindretningen. Også de bagved liggende klitter vil udvise tilpasning til vindens retning. Når der er afvigelser, skyldes det, at andre kræfter end vinden også yder indflydelse på forholdene, fx havstrømme. Andre forhold, der påvirker kystlinjen, kan være det største frie stræk, det vil sige den retning, hvorfra havet har den længste retning at påvirke kysten på. Fx ved Tisvilde i Nordsjælland er kystens normallinje nøjagtigt vinkelret på en linje midt mellem vindvirkeresultanten og største frie stræk.